# يان موا
يان موا (بالفرنسية: Yann Moix) كاتب، مخرج فرنسي. حصل على جائزة غونكور عام 1996 وجائزة رينودو الأدبية عام 2013.

## روابط خارجية
- يان موا على موقع IMDb (الإنجليزية)
- يان موا على موقع ألو سيني (الفرنسية)
- يان موا على موقع أول موفي (الإنجليزية)
- يان موا على موقع قاعدة بيانات الفيلم (الإنجليزية)
- يان موا على موقع كينوبويسك (الروسية)